# Maciej Bielawski (ur. 1963)
Maciej Bielawski (ur. 31 maja 1963 w Bydgoszczy) – polski teolog, tłumacz, pisarz i malarz

## Życiorys
W latach 1982–1983 studiował filologię polską na Uniwersytecie Adama Mickiewicza w Poznaniu. Po rezygnacji ze studiów wstąpił do nowicjatu zakonu benedyktynów w Tyńcu. Został klerykiem w klasztornym seminarium duchownym. Jednocześnie studiował teologię na Papieskiej Akademii Teologicznej w Krakowie. W 1990 roku otrzymał tytuł magistra teologii. W tym samym roku złożył śluby zakonne i przyjął święcenia kapłańskie. Zajął się karierą naukową. Wyjechał do Włoch. W 1992 roku uzyskał licencjat z teologii w Kolegium św. Anzelma w Rzymie. W 1997 roku obronił doktorat z teologii na Uniwersytecie Papieskim św. Tomasza z Akwinu w Rzymie.
W 1993 roku został birytualistą. Pracował przy odbudowie struktur szkolnictwa Kościoła greckokatolickiego w Rumunii. W latach 1993–1999 był wicerektorem Papieskiego Kolegium Rumuńskiego w Rzymie. Od 1998 roku był profesorem i dyrektorem Instytutu Monastycznego w Kolegium św. Anzelma w Rzymie. W 2000 roku został mianowany przez papieża Jana Pawła II doradcą Papieskiej Kongregacji do spraw Kościołów Wschodnich.
W 2004 roku opuścił zakon benedyktynów i zrezygnował ze sprawowania funkcji kapłańskich. Zamieszkał w Weronie.
Jest tłumaczem, pisarzem, malarzem. Współpracuje z wydawnictwami Homini i Fazi Editore. Autor wielu publikacji: teologicznych, historycznych, patrystycznych i związanych z problematyką Kościołów wschodnich, kwestiami monastycyzmu i ekumenizmu. Był publicystą w: Znaku, Proglasie, Terminusie, Vox Patrum, Coenobium, Studia Monastica i Cultura Crestina.